# William Ramallo
William Luis Ramallo Fernández (* 4. Juli 1963 in Cochabamba) ist ein ehemaliger bolivianischer Fußballspieler und -trainer. Der Stürmer bestritt 36 Länderspiele, in denen er neun Tore erzielte. Mit Bolivien nahm er zudem an der Weltmeisterschaft 1994 in den USA teil.

## Karriere

### Verein
Ramallo begann seine Profikarriere 1981 bei Deportivo Petrolero, wo er bis 1985 spielte. 1986 wechselte er zu Bolívar, bevor er 1987 zu Jorge Wilstermann ging. 1988 kehrte er zu Bolívar zurück. Von 1989 bis 1993 spielte er bei den Destroyers in Santa Cruz. Anschließend war er von 1994 bis 1995 bei Oriente Petrolero aktiv. Von 1996 bis 1997 spielte er erneut für Jorge Wilstermann. 1998 trat er für San José an, 1999 für The Strongest und Real Potosí. Im Jahr 2000 spielte er zuerst für Unión Central und anschließend für Aurora.

### Nationalmannschaft
In der Nationalmannschaft debütierte der Angreifer im August 1989 beim Weltmeisterschaftsqualifikationsspiel gegen Peru. Beim 2:1-Erfolg schoss Ramallo den Siegtreffer. Für die Weltmeisterschaft in Italien qualifizierte sich Bolivien nicht, sondern schied hinter dem punktgleichen Gruppensieger Uruguay aus. Bei der WM-Qualifikation 1994 lief es für Ramallo und sein Team besser. Ramallo erzielte sieben Treffer und damit die meisten in der Südamerika-Qualifikation. Bolivien wurde hinter Brasilien Gruppenzweiter der fünf Teams und qualifizierte sich somit für das Turnier in den USA. Dort bestritt Ramallo alle drei Spiele, jedoch schieden die Verdes in der Gruppenphase mit einem Punkt aus.
Bei der Copa América 1993 stand Ramallo im Kader der bolivianischen Nationalmannschaft, kam allerdings nicht beim Turnier zum Einsatz. Bis Januar 1997 stand der 1,76 m große Torjäger noch für das Nationalteam auf dem Feld. Seine letzte Partie war ein 2:0-Erfolg in der WM-Qualifikation 1998 gegen Ecuador. Für Ramallo war es das 36. Länderspiel und er erzielte dabei neun Treffer.

### Trainer
Nach seiner aktiven Zeit als Fußballspieler wurde William Ramallo Trainer. Von 2006 bis 2009 war als Co-Trainer der Nationalmannschaft tätig. Cheftrainerposten hatte er 2012 bei Enrique Happ, mit dem er die Copa Bolivia (Ascenso) gewann und so in die zweite Liga aufstieg, 2016 bei Nacional Potosí und 2019 bei Aurora.

## Erfolge
Bolívar
- Bolivianischer Meister: 1988

## Auszeichnungen
- Torschützenkönig der WM-Qualifikation Südamerika 1994

## Sonstiges
Sein Sohn Rodrigo Ramallo ist professioneller Fußballspieler und zweifacher bolivianischer Nationalspieler.